# Przerywnik filmowy

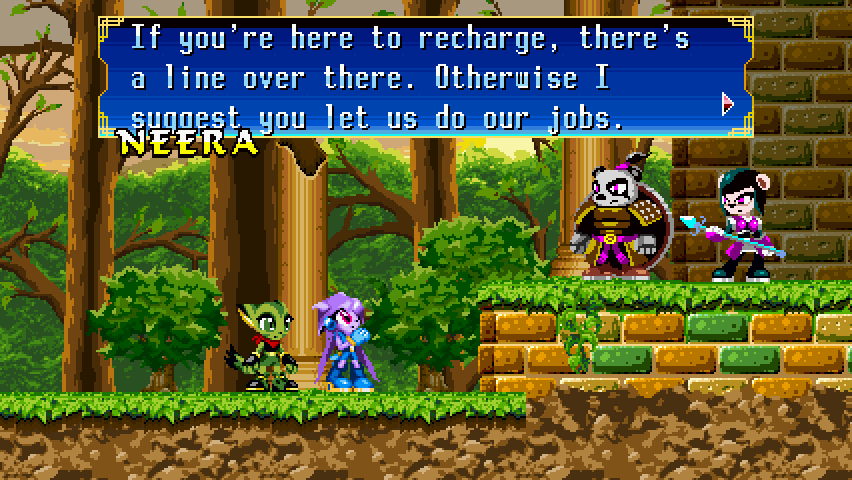
Przykładowa cutscena w grze Freedom Planet

Przerywnik filmowy, cutscena (ang. cut scene) – sekwencja w grze komputerowej, podczas której gracz nie kontroluje rozgrywki lub kontrola ta jest znacząco ograniczona. Występuje zazwyczaj pomiędzy dwoma segmentami właściwej rozgrywki (w przeciwieństwie do intra i outra). Przerywniki filmowe mogą być animowane albo odgrywane przez żywych aktorów (live-action).
Animowane przerywniki filmowe można podzielić na renderowane w czasie rzeczywistym przy pomocy silnika gry (grafika generowana w czasie rzeczywistym) oraz prerenderowane sekwencje CGI, nazywane czasami full motion video (FMV).
Głównymi celami stosowania cutscen są posunięcie fabuły do przodu, dokładniejsza prezentacja bohaterów (ich mentalności, intencji), dostarczenie podstawowych informacji i wskazówek oraz tworzenie klimatu, budowanie napięcia.